# Gianluca Farina
Pour les articles homonymes, voir Farina.
Gianluca Farina, né le 15 décembre 1962 à Casalmaggiore, est un rameur d'aviron italien.

## Palmarès

### Jeux olympiques
- Séoul 1988
  -  Médaille d'or en quatre de couple
- Barcelone 1992
  -  Médaille de bronze en quatre de couple.

### Championnats du monde
- Championnats du monde d'aviron 1989
  -  Médaille d'argent
- Championnats du monde d'aviron 1990
  -  Médaille de bronze
- Championnats du monde d'aviron 1991
  -  Médaille d'argent
- Championnats du monde d'aviron 1993
  -  Médaille de bronze[1].